# Jared Huffman
Jared William Huffman (ur. 18 lutego 1964 w Independence) – amerykański polityk, członek Partii Demokratycznej.

## Działalność polityczna
Od 2006 zasiadał w Zgromadzeniu Stanowym Kalifornii. Od 3 stycznia 2013 jest przedstawicielem 2. okręgu wyborczego w stanie Kalifornia w Izbie Reprezentantów Stanów Zjednoczonych.